# Siciliaanse muurhagedis
De Siciliaanse muurhagedis (Podarcis waglerianus) is een hagedis uit de familie echte hagedissen (Lacertidae).

## Naam en indeling
De Siciliaanse muurhagedis werd voor het eerst in 1868 door Johannes von Nepomuk Franz Xaver Gistel wetenschappelijk beschreven als Podarcis wagleriana. In 2005 werd de soortnaam veranderd naar waglerianus. Lange tijd was er sprake van een ondersoort (Podarcis waglerianus marettimensis) maar deze wordt niet langer erkend.

## Uiterlijke kenmerken
De Siciliaanse muurhagedis wordt maximaal 25 centimeter inclusief staart, maar blijft meestal veel kleiner en heeft een lichaamslengte van ongeveer 8 cm. Deze soort is vrijwel altijd groen van kleur; de vrouwtjes hebben een olijfgroene rug met twee witte of gele lengtestrepen aan beide onder- en bovenzijden van de flanken, de flank is meestal groenbruin, de keel is bruin. Over de rug loopt een gevlekte streep van de staartwortel tot de nek. Voor mannetjes geldt hetzelfde, al zijn de kleuren iets helderder, hebben ze een oranje buik en zijn wat langer en forser. Ook hebben mannetjes één of twee rijen zwarte vlekjes op de flank. In de paartijd krijgen de mannetjes een fellere kleur groen op de rug, een knalgroene kop, een oranje buik en een rij blauwe vlekken op de onderzijde van de flanken.
De Siciliaanse muurhagedis is te verwarren met de ruïnehagedis (Podarcis siculus), die een enorme variatie kent en ongeveer even lang wordt.

## Levenswijze
De Siciliaanse muurhagedis is in een deel van het areaal een algemene soort. Het voedsel bestaat uit kleine ongewervelden zoals insecten en het is een klimmende soort, ook op de bodem is de hagedis snel. De vrouwtjes zetten legsels van vier tot zes eieren af die begraven worden in het zand.

## Verspreiding en habitat
De Siciliaanse muurhagedis is endemisch in Italië en komt alleen voor op Sicilië en omliggende eilanden die behoren tot de Egadische Eilanden. In het noordelijke deel van Sicilië ontbreekt de soort echter. De hagedis is te vinden op de eilanden Favignana, Levanzo en Marettimo. De hagedis is aangetroffen tot een hoogte van 1600 meter boven zeeniveau.
De habitat bestaat uit open, grasrijke gebieden met steenhopen of muren. De meeste hagedissen bewonen rotsachtige delen van het eiland, maar de Siciliaanse muurhagedis houdt zich meer op in lage struiken van de meer open delen van het eiland.

### Beschermingsstatus
Door de internationale natuurbeschermingsorganisatie IUCN is de beschermingsstatus 'veilig' toegewezen (Least Concern of LC).